# Сан-Луїс (провінція)
Сан-Лу́їс (ісп. San Luis) — провінція Аргентини, розташована на заході країни. Межує з провінціями Ла-Ріоха, Кордова, Ла-Пампа, Мендоса і Сан-Хуан. Столиця провінції — місто Сан-Луїс.

## Географія
Північ провінції Сан-Луїс відзначається гірським рельєфом, завдяки Пампінським горам, південь більш рівнинний, оскільки тут знаходиться частина Пампи. Найвищою точкою провінції є гора Агва-Едьйонда (2150 м).
Клімат Сан-Луїса континентальний посушливий із середньою річною температурою 17 °C (8 °C взимку і 24 °C). Кількість опадів зменшується зі сходу на захід від 1000 мм до 350 мм на рік. Більшість дощів припадає на літо. У горах клімат високогірний із середньою річною кількістю опадів 1000 мм.
Більшість місцевих річок народжуються в горах і впадають до річок Конлара і Кінто. На деяких потоках збудовані ГЕС, загалом їх більше 20. Природно західною межею провінції є річка Десагвадеро.
Типовими тваринами регіону є пуми, гірські коти, сірі лисиці, віскаші і пампаські олені, птахами — жовтий кардинал, спіндаліс, катіта.

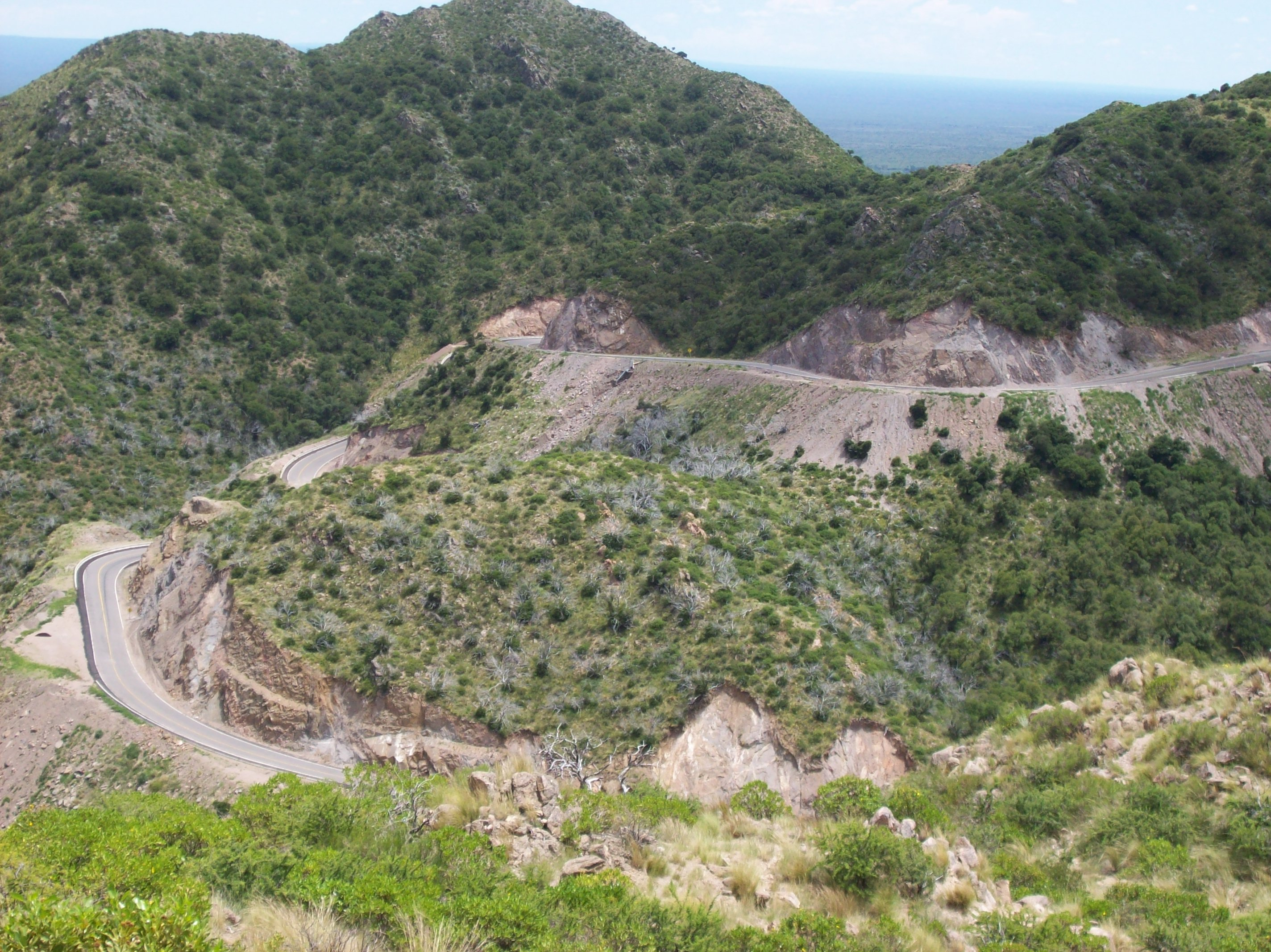
Гори біля міста Сан-Луїс
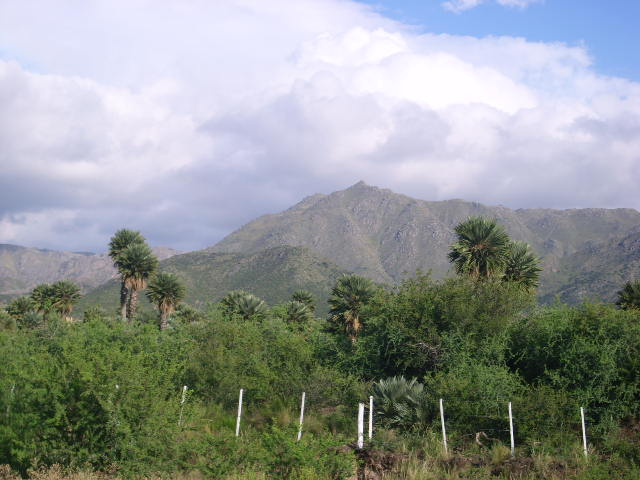
Серро-Негро
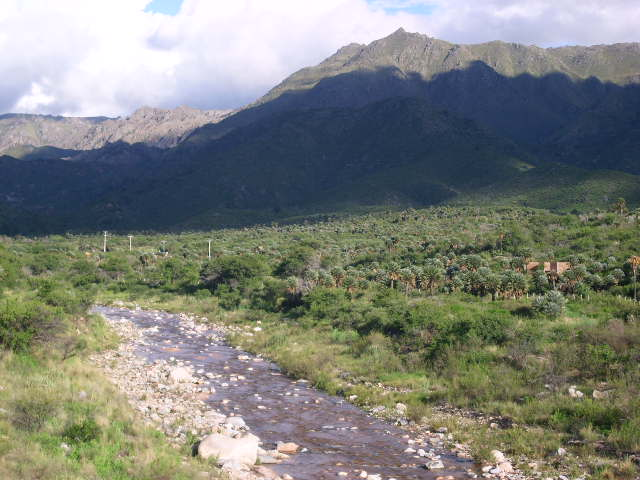
Річка Папагайос
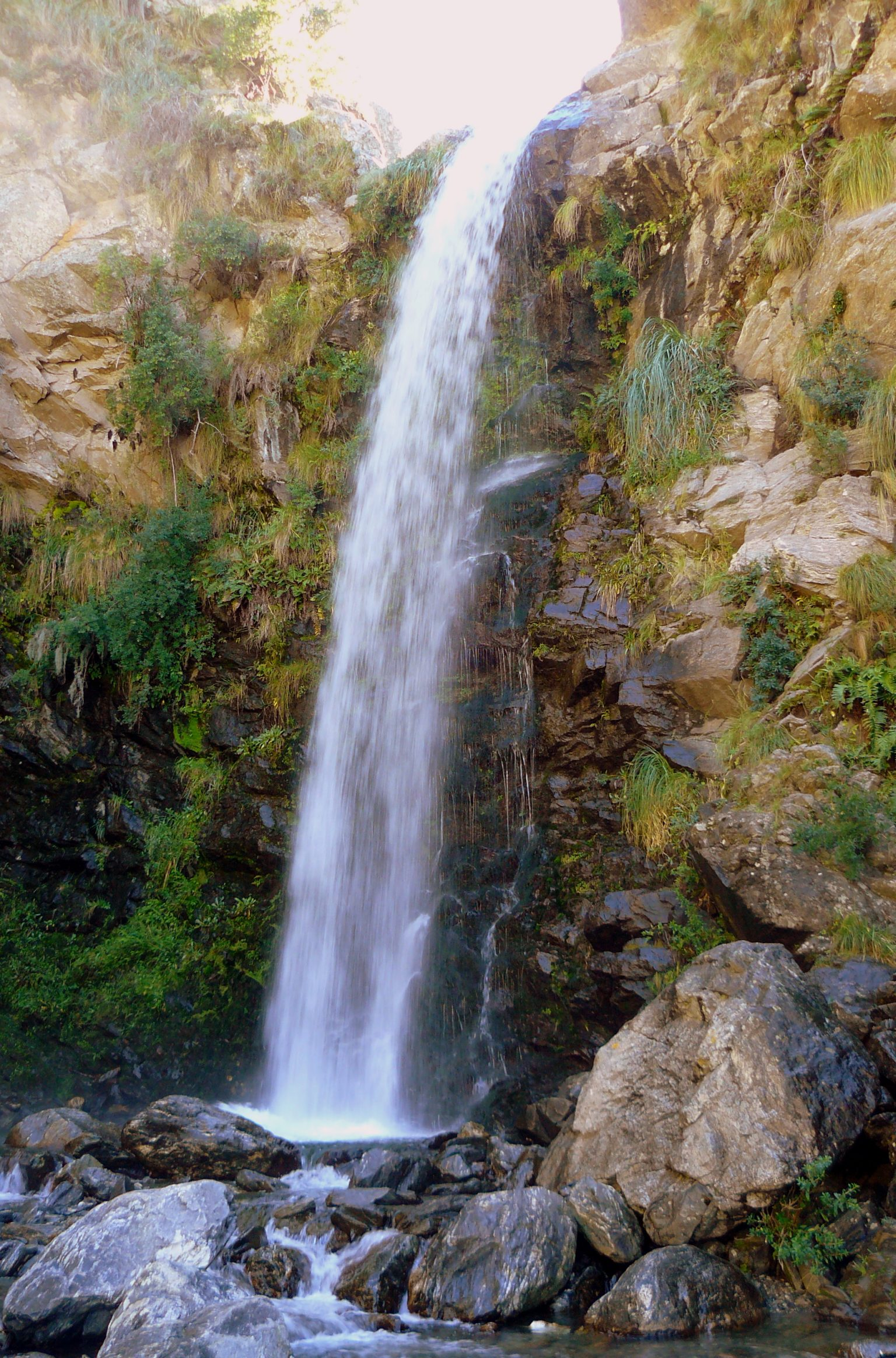
Водоспад Сальто-дель-Табакільйо

## Історія

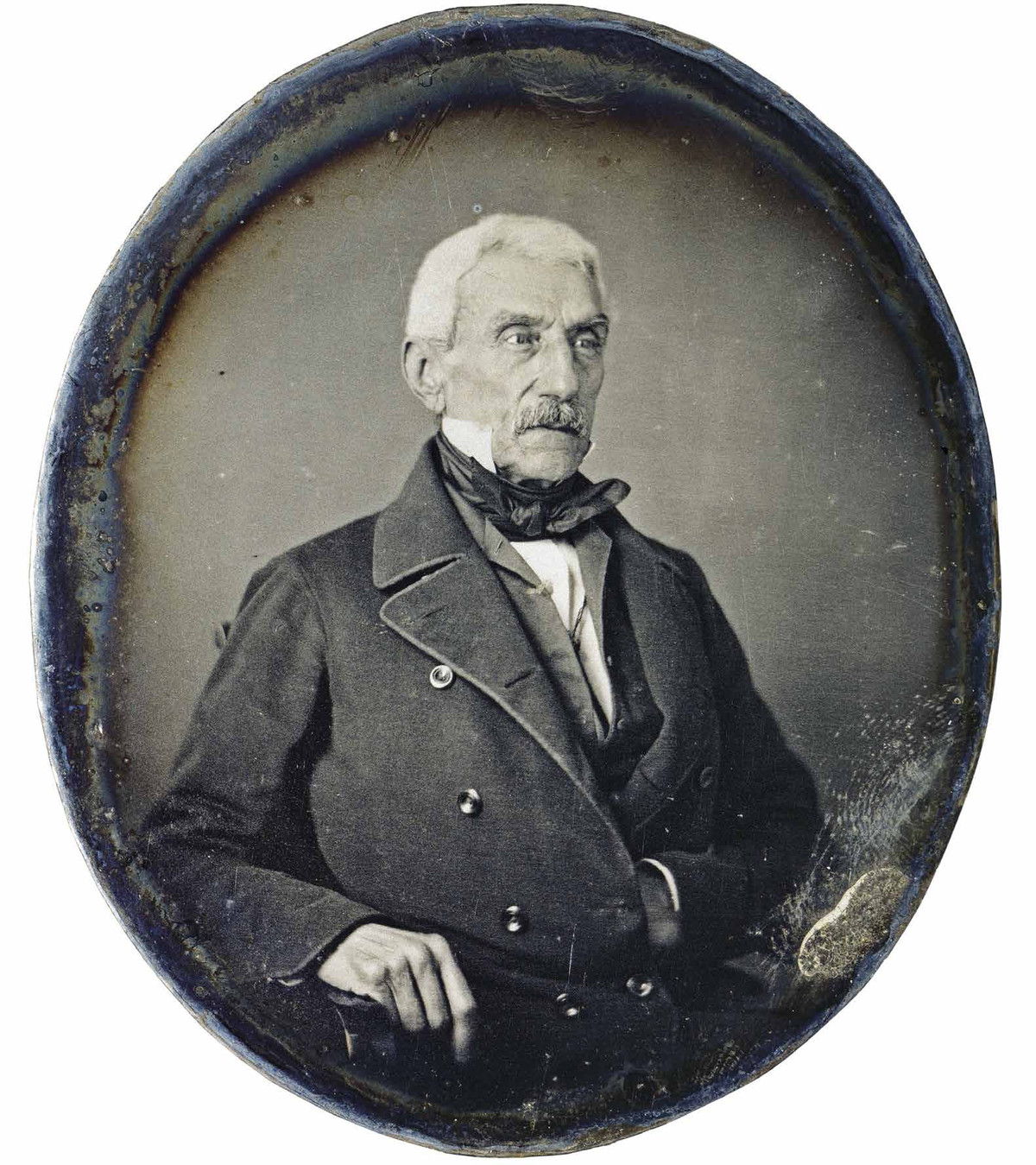
Хосе де Сан-Мартін — третій губернатор Куйо

До прибуття іспанців у XVI ст. землі, на яких зараз знаходиться провінція Сан-Луїс, були заселені індіанськими племенами комечгонес, уарпе, діагіти, пуельче. До XVIII ст. усі вони були сильно арауканізовані.
25 серпня 1594 року Луїс Хуфре де Лоайса-і-Менесес заснував місто Сан-Луїс. На той час ця місцевість входила до складу регіону Куйо зі столицею у місті Мендоса, який підпорядковувався генерал-капітанству Чилі у складу віце-королівства Перу.
1776 року Куйо було приєднано до новоствореного віце-королівства Ріо-де-ла-Плата. 1782 року регіон Куйо увійшов до складу інтендантства Кордова-де-Тукуман.
1810 року влада Сан-Луїса визнала Травневу революцію і відправила свого депутата до новоствореного парламенту.
29 листопада 1813 року від Кордови-де-Тукуману було від'єднано інтендантство Куйо, до якого увійшли території сучасних провінцій Сан-Луїс, Мендоса і Сан-Хуан.
26 лютого 1820 року Сан-Луїс оголосив про свою автономію від Куйо. 23 січня 1821 року розпочав свою роботу перший губернатор провінції. 7 січня 1832 року було затверджено тимчасову конституцію Сан-Луїса, а 1855 року — повноцінну.
1875 року до провінцію було проведено залізницю.
20 травня 1881 року було підписано договір, який визначав кордони між провінціями Сан-Луїс і Кордова. 28 червня 1896 року ці межі було уточнено. 3 лютого 1881 року було встановлено кордони з Ла-Ріохою.

## Економіка

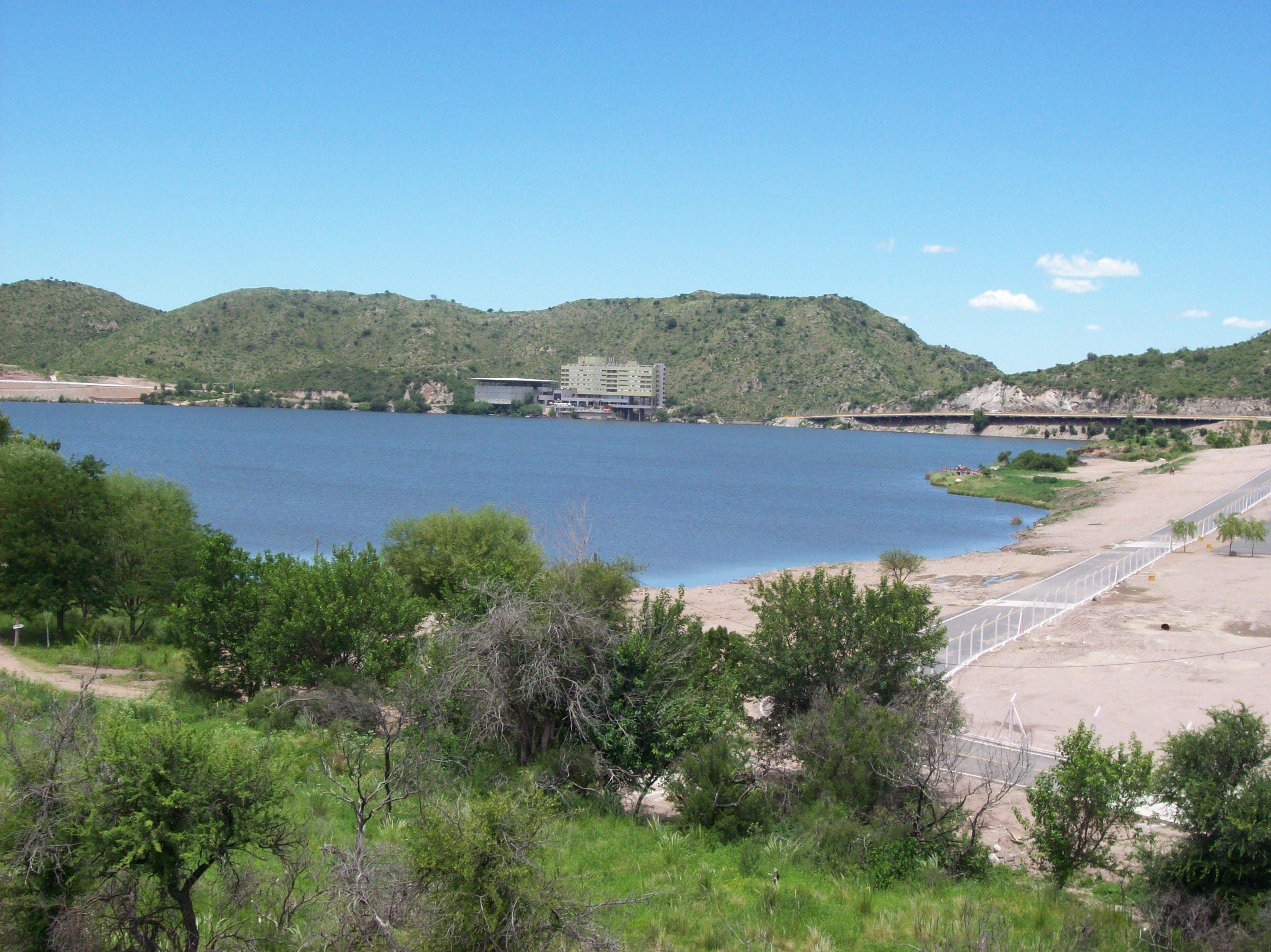
ГЕС Потреро-де-лос-Фунес
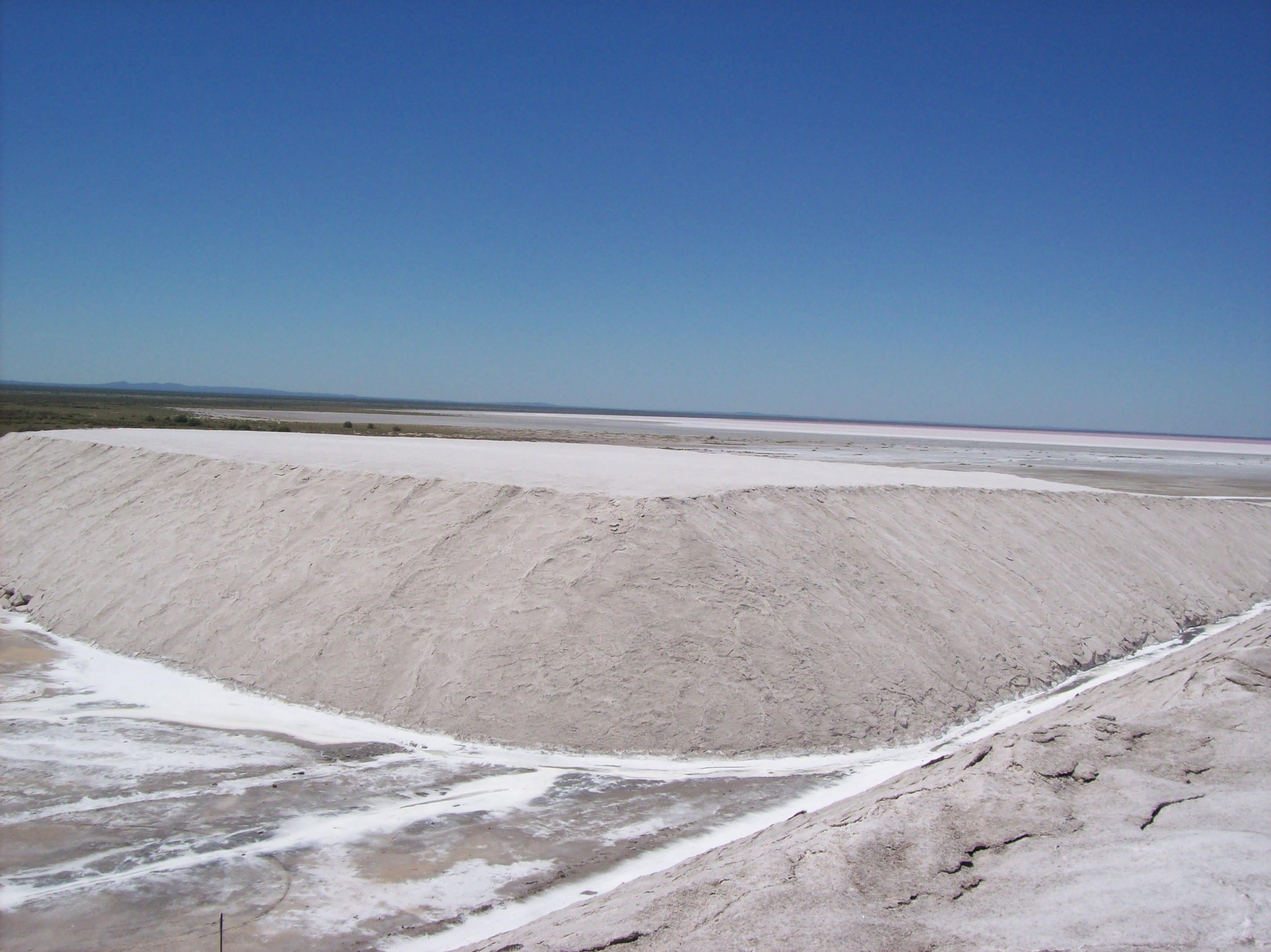
Виробництво солі
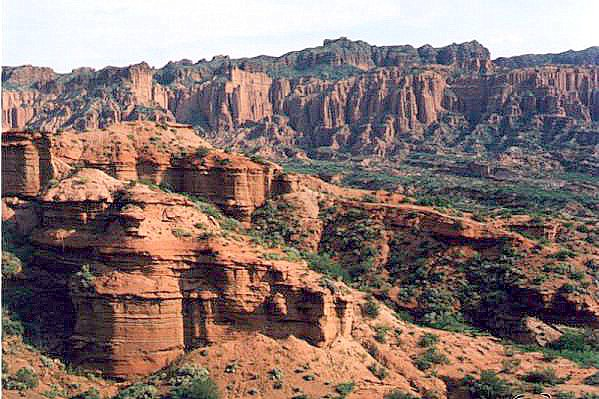
Національний парк Сьєррас-де-лас-Кіхадас

На 2006 рік ВВП провінції склав 3,4 млрд. доларів США, що складає $9200 на душу населення і є нижчим за середній рівень по Аргентині.
До 1982 року основою економіки провінції було сільське господарство. У 1980-х роках було засновано багато нових промислових підприємств, здебільшого у столиці і Вілья-Мерседес. Зараз промисловість приносить більше половини прибутків у казну провінції, тобто значно більше, ніж в інших регіонах Аргентини. Основними галузями промисловості є харчова, шкіряно-взуттєва, целюлозно-паперова, виробництво побутової техніки, пластику. Також розвивається гірничодобувна промисловість у горах, де видобувають граніт, вапняк, базальт, мармур, сіль. Після 1983 року почав розвиватися туризм. Сан-Луїс має найбільшу кількість доріг серед провінцій Аргентини.

## Освіта
| Освіта у провінції Сан-Луїс (2009) | Освіта у провінції Сан-Луїс (2009) | Освіта у провінції Сан-Луїс (2009) | Освіта у провінції Сан-Луїс (2009) |
| Рівень                             | Навчальних закладів                | Учнів                              | Працівників                        |
| ---------------------------------- | ---------------------------------- | ---------------------------------- | ---------------------------------- |
| Дошкільні                          | 200                                | 16 133                             | 1 594                              |
| - державні                         | 164                                | 12 960                             | 1 171                              |
| - приватні                         | 36                                 | 3 173                              | 423                                |
| Початкові                          | 358                                | 58 103                             | 4 653                              |
| - державні                         | 327                                | 51 298                             | 3 989                              |
| - приватні                         | 31                                 | 6 805                              | 664                                |
| Середні                            | 195                                | 38 800                             | 2 348                              |
| - державні                         | 165                                | 32 920                             | 1 948                              |
| - приватні                         | 30                                 | 5 880                              | 400                                |
| Вищі                               | 12                                 | 2 689                              | 380                                |
| - державні                         | 3                                  | 2 029                              | 304                                |
| - приватні                         | 9                                  | 660                                | 76                                 |

## Адміністративно-територіальний поділ
| Департамент                    | Населення (2010) | Площа (км²) | Адміністративний центр          | Мапа |
| ------------------------------ | ---------------- | ----------- | ------------------------------- | ---- |
| Столичний                      | 204.512          | 13.120      | Сан-Луїс                        |      |
| Хенераль-Педернера             | 125.470          | 15.057      | Вілья-Мерседес                  |      |
| Хунін                          | 28.808           | 2.476       | Санта-Роса-дель-Конлара         |      |
| Чакабуко                       | 20.644           | 2.651       | Конкаран                        |      |
| Аякучо                         | 18.927           | 9.681       | Сан-Франсіско-дель-Монте-де-Оро |      |
| Коронель-Прінглс               | 13.082           | 4.484       | Ла-Тома                         |      |
| Гобернадор-Дупуй               | 11.532           | 19.632      | Буена-Есперанса                 |      |
| Лібертадор-Хенераль-Сан-Мартін | 4.668            | 3.021       | Сан-Мартін                      |      |
| Бельграно                      | 3.945            | 6.626       | Вілья-Хенераль-Рока             |      |